# Arijosi Szaori
Arijosi Szaori (有吉 佐織; Hepburn: Ariyoshi Sayori) (Szaga prefektúra, 1987. november 1. –) japán válogatott labdarúgó.

## Klub
A labdarúgást a TEPCO Mareeze csapatában kezdte. 2010-ben a Nippon TV Beleza csapatához szerződött. 142 bajnoki mérkőzésen lépett pályára és 7 gólt szerzett.

## Nemzeti válogatott
2012-ben debütált a japán válogatottban. A japán válogatott tagjaként részt vett a 2015-ös világbajnokságon. A japán válogatottban 63 mérkőzést játszott.

## Statisztika
| Japán válogatott | Japán válogatott | Japán válogatott |
| Időszak          | Mérk.            | gól              |
| ---------------- | ---------------- | ---------------- |
| 2012             | 5                | 0                |
| 2013             | 8                | 0                |
| 2014             | 17               | 0                |
| 2015             | 12               | 1                |
| 2016             | 7                | 0                |
| 2017             | 0                | 0                |
| 2018             | 14               | 0                |
| Összesen         | 63               | 1                |

## Sikerei, díjai
Japán válogatott
- Világbajnokság:  Ezüst; 2015
- Ázsia-kupa:  Arany; 2014, 2018

Klub
- Japán bajnokság: 2010, 2015, 2016, 2017, 2018

Egyéni
- Az év Japán csapatában: 2013, 2014, 2015, 2016